# Dichaea cryptarrhena
Dichaea cryptarrhena là một loài thực vật có hoa trong họ Lan. Loài này được Rchb.f. ex Kraenzl. mô tả khoa học đầu tiên năm 1923.